# 新竹水道
新竹水道是建於台灣日治時期的新竹街都市供水系統，於大正3年（1914年）規劃，大正14年（1925年）開工，昭和4年（1929年）完工通水。新竹水道有兩處設施於民國100年（2011年）列為新竹市定古蹟：取水系統「新竹水道取水口」位於今日新竹市水源街與東勢街交叉處，民國108年（2019年）4月闢為「新竹水道取水口展示館」；分水系統「新竹水道水源地」位於今日新竹市食品路與博愛街交叉處。

## 歷史沿革
自清代起，新竹地區的飲用水皆仰賴境內80餘座公共水井供給。台灣日治時期初期，官方調查市內所有水井86處，僅13處合乎飲用標準:10。新竹街經市區改正後，工商業日益繁榮，衛生飲用水供給成為當時首要建設之設施。有鑑於此，臺灣總督府於大正3年（1914年）開始規劃新竹街的水道建設。因經費問題，幾經波折，於大正14年（1925年）正式開工，並於昭和4年（1929年）完工通水，可供3萬人使用:16。
新竹水道採用的工程設計，採取了機械動力式的抽送水裝置。因隆恩圳旁的原水取入口海拔為26.7公尺（88台尺），位於十八尖山山腰淨水場分水井海拔為70.5公尺（232.7台尺），取水口海拔低於分水井，因此需要以幫浦將原水抽至分水井:15。新竹街水道建設總工程經費為106.5萬日圓，超過當時新竹街每年財政收入總額4倍。經費由臺灣總督府補助二分之一、新竹州廳補助四分之一，其餘四分之一由新竹街向銀行貸款，分17年償還本息。因人口增加，用水激增狀況下，昭和15年（1940年）增建第二唧筒室，供應量擴大至可供5萬人使用。二戰之後，新竹水道設施繼續使用，並經過多次增建、改建。隨著寶山淨水場與新竹第四抽水站的興建，新竹水道相關設施於民國70年（1981年）停止使用:9。
民國100年（2011年），新竹水道系統的兩項設施「新竹水道取水口」、「新竹水道水源地」列為新竹市定古蹟。

## 設施
新竹水道的水源為伏流水，由隆恩圳上游集合而成。水道系統主要分成兩大部分，一部分為取水系統，一部分為分水系統，取水系統與分水系統以管路連接。取水系統即為今日市定古蹟「新竹水道取水口」，其位於今日新竹市水源街與東勢街交叉處，在取水口的對岸，沉埋設置了六個集水井，收集源水後通過導水管流入唧筒井，唧筒井內之水再用裝置輸入唧筒室中的幫浦，經由鐵管抽到位於十八尖山山腰的分水井。
分水系統為今日市定古蹟「新竹水道水源地」，位於今日新竹市食品路與博愛街交叉處之台灣自來水公司第三區管理處內，包括分水井、沉澱池、沉澱井、過濾池、過濾井、淨水池，將原水處理潔淨後，再送至新竹市區供民眾使用。

### 新竹水道取水口
新竹水道取水口之古蹟本體包括唧筒室及唧筒井，唧筒室外觀為洗石子之鋼筋混凝土及木構架屋頂建築，建造時內部配備德國MAN公司製造的90馬力重油幫浦，另有日本田中製作所製造的馬達3組、75馬力电动机3組作為重油幫浦故障時替代使用，抽水量為每小時186立方公尺:28。唧筒井位於唧筒室背後，內徑約6公尺，深約14公尺，側壁厚約0.6公尺之鐵筋混凝土圓筒形水井，由三條2.5公尺吸水鐵管與唧筒室連接。
新竹水道取水口於民國104年（2015年）2月開始進行古蹟修復，民國106年（2017年）6月完工。民國108年（2019年）4月「新竹水道取水口展示館」開幕，開放公眾參觀，展示內容包括發展沿革、歷史建築、相關文物、水資源教育等。

### 新竹水道水源地
新竹水道水源地位於台灣自來水公司第三區管理處內，現無開放給民眾參觀。古蹟包括淨水池、過濾井等。目前淨水池內部構造完整，入口及後方洗石子外牆及開模印花雕飾，其表現豐富的装饰风艺术造型；過濾井外牆使用洗石子及日式瓷磚，其為新古典主义建筑。

## 古蹟文物價值
水道為現代化的象徵，代表民眾由鑿井取水，轉變為享有乾淨穩定的自来水。新竹水道見證新竹都市化的歷史發展歷程，所屬集水井、唧筒室、分水井、沉澱池、沉澱井、濾過池、濾過調節池、濾過井、淨水池、量器室等各項設施大致保存完好。另外，新竹水道為全台唯一的擷取伏流水的大規模市街水道，其水道系統採用了動力式的設計方式，具有其特殊歷史價值:33。

## 外部連結
- （繁體中文）新竹市觀光旅遊網：新竹水道取水口展示館 （页面存档备份，存于）
- （繁體中文）新竹市文化局：新竹水道取水口展示館 （页面存档备份，存于）